# رادونگیتسا
رادونگیتسا (به صربی: Radonjica) یک منطقهٔ مسکونی در صربستان است که در لسکواس واقع شده‌است. رادونگیتسا ۹۰۳ نفر جمعیت دارد.